# Nahuel Pan
Nahuel Pan (también denominado Nahuelpan o Nahuelpán) es una localidad rural del Departamento Futaleufú, en la provincia de Chubut, Argentina. El origen de esta localidad está dado por la estación de ferrocarril del mismo nombre correspondiente a La Trochita. El ferrocarril la hizo prosperar hasta su cierre. La población fue descripta hacia fines de los años 1980 como una serie de viviendas precarias y otras ubicadas en hileras frente a las vías. En su mayoría sus pobladores estaban destinados al mantenimiento de bombas de agua y trabajos menores.Luego del cierre del ferrocarril su población decreció drásticamente en los años 1990. 
Está ubicada en la posición geográfica 42°54′05″S 71°09′29″O / -42.90139, -71.15806, sobre la Ruta Nacional 40, en las cercanías del Aeropuerto Brigadier General Antonio Parodi, que da servicio a la ciudad de Esquel. La localidad posee la Escuela Provincial Nº 107, la cual fue refaccionada y ampliada entre 2010 y 2011.

## Comunidad Mapuche
El poblado cuenta con una importante comunidad y agrupación mapuche. De hecho, el nombre de la localidad fue puesto en honor al cacique Francisco Nahuelpan. También se encuentra el Museo de Culturas Originarias y sitios donde se venden artesanías locales.

## Geografía
Se ubica a unos 700 m s. n. m., a 19,6 km de Esquel. A varios km al suroeste, se ubica el cerro homónimo de 2492 m s. n. m.